# 마리바바위왈라비
마리바바위왈라비(Petrogale mareeba)는 캥거루과에 속하는 바위왈라비속 유대류의 일종이다. 오스트레일리아 퀸즐랜드주 북동부 지역에서 발견된다. 케이프요크바위왈라비(P. coenensis)와 퀸즐랜드바위왈라비(P. inornata), 팜아일랜드바위왈라비(P. assimilis)와 함께 7종의 바위왈라비 근연종 중의 하나이다. 마리바바위왈라비는 가넷 산부터 미첼 강까지 그리고 카빈 산, 뭉가나 내륙 등의 케언스 서부 고지에서 발견된다.